# Asas (álbum de Brother Simion)
Asas é o quarto álbum de estúdio do cantor Brother Simion, lançado em 1998. 
Com produção musical de Amaury Fontenele e contribuições de Paulo Anhaia no baixo e vocais, o disco contém o maior sucesso da carreira solo de Brother, "Asas", que foi muito executadas em igrejas no Brasil, e recebeu uma regravação por Marcelo Aguiar.
O disco contém a influência folk dos discos anteriores, mas, aos poucos, insere elementos novos nas músicas de Simion, como o techno (gênero muito presente no disco sucessor) e hard rock. O disco também contém duas músicas com temática ambiental, "SOS Terra" e "Tempestade".
Em 2018, foi considerado o 36º melhor álbum da década de 1990, de acordo com lista publicada pelo Super Gospel.

## Faixas
Todas as faixas escritas e compostas por Brother Simion e Estevam Hernandes. 
| N.º            | Título                 | Duração |  |
| 1.             | "Liberdade"            | 5:57    |  |
| 2.             | "SOS Terra"            | 4:25    |  |
| 3.             | "Hey Brother"          | 3:41    |  |
| 4.             | "Asas"                 | 4:26    |  |
| 5.             | "Tempestade"           | 5:02    |  |
| 6.             | "Etério"               | 4:09    |  |
| 7.             | "Paraíso"              | 4:39    |  |
| 8.             | "Canguru Águia"        | 3:09    |  |
| 9.             | "Reggae Street"        | 4:10    |  |
| 10.            | "I Hope You See Light" | 4:08    |  |
| Duração total: | Duração total:         | 43:49   |  |

## Ficha técnica
| Críticas profissionais | Críticas profissionais |
| Avaliações da crítica  | Avaliações da crítica  |
| Fonte                  | Avaliação              |
| ---------------------- | ---------------------- |
| O Propagador           | [ 5 ]                  |

- Brother Simion - vocal, guitarra, violão, arcordeon e projeto gráfico
- Amaury Fontenele - produção musical, arranjos, programação e vocal de apoio
- Paulo Anhaia - baixo, engenheiro de áudio, mixagem e vocal de apoio
- Jadão Junqueira - baixo
- Dico - guitarra
- Yuri Kalil - bateria

Projeto gráfico
- Vision Brasi Comunicação - design gráfico
- Roberval Mauerberg - fotos